# 島田秀頼
島田 秀頼（しまだ ひでより）は、室町時代から安土桃山時代にかけての織田氏家臣。

## 概要
初めて確認できる秀頼の行動は、永禄11年（1568年）に室町幕府第15代将軍となる足利義昭を京都へ迎えるため、彼が下向していた越前国へ赴いたことである。その翌年には将軍の邸宅の修造の奉行を務めたとされる。元亀2年（1571年）には織田信長の命令で畿内の寺社から公武用途米を徴収し、さらにその翌年には京都の信長の邸宅の奉行も務めた。天正2年（1574年）の長島一向一揆にも参陣した。